# Cymodusa australis
Cymodusa australis är en stekelart som först beskrevs av Smits van Burgst 1913.  Cymodusa australis ingår i släktet Cymodusa och familjen brokparasitsteklar. Arten är reproducerande i Sverige. Inga underarter finns listade i Catalogue of Life.